# Alfred Seifert
Alfred Seifert (6. září 1850 Praskolesy – 6. února 1901 Mnichov) byl česko-německý malíř, proslulý podobiznami žen.

## Život
Narodil se v Praskolesích, ale během několika měsíců se s rodiči odstěhoval do nedalekých Hořovic. Jako dítě vážně onemocněl, čtyři roky nemohl chodit a dva roky strávil v ortopedickém ústavu. Místo dětských her se věnoval kreslení a brzy se v něm probudilo výtvarné nadání. Jeho prvními učiteli byli Karel Würbs, inspektor stavovské obrazárny na Pražském hradě, a krajinář Alois Kirnig. Po dvou letech studia na malostranském gymnáziu byl v roce 1869 přijat na mnichovskou malířskou akademii. Samostatnou dílnu si v tomto městě otevřel roku 1876.
Seifertovou specialitou byly ženské portréty, především sentimentálně laděné dívčí hlavičky, označované jako „seifertovský typ“. Kritika oceňovala jak promyšlenou kompozici obrazů, tak i jemnou propracovanost, harmonickou barevnost a příjemnou náladu.
Většinu života strávil Seifert v Německu. V Čechách byl osobně téměř neznámý, i když tu občas vystavoval a jeho černobílé reprodukce se pravidelně objevovaly v časopise Světozor. Někdy mu v domácích kruzích vytýkali, že není dostatečně vlastenecký, protože dává přednost zahraničním tématům před českými. To lze ovšem snadno vysvětlit finančními ohledy - z existenčních důvodů musel malovat takové obrazy, jaké bylo mnichovské publikum ochotné kupovat. V Čechách jeho díla příliš na odbyt nešla, i když se snažil vyjít vstříc (například historický výjev Jan Augusta přijímá návštěvu Filipíny Welserovy čekal dlouho na kupce). Kostelu ve svém rodišti věnoval obraz Zdrávas, představující dospívající dívku modlící se k Panně Marii.
K jeho známým dílům patří: Ofelie, Titanie, Východ za bránu, Jaro lásky, Vypravování o strašidlech.

## Galerie

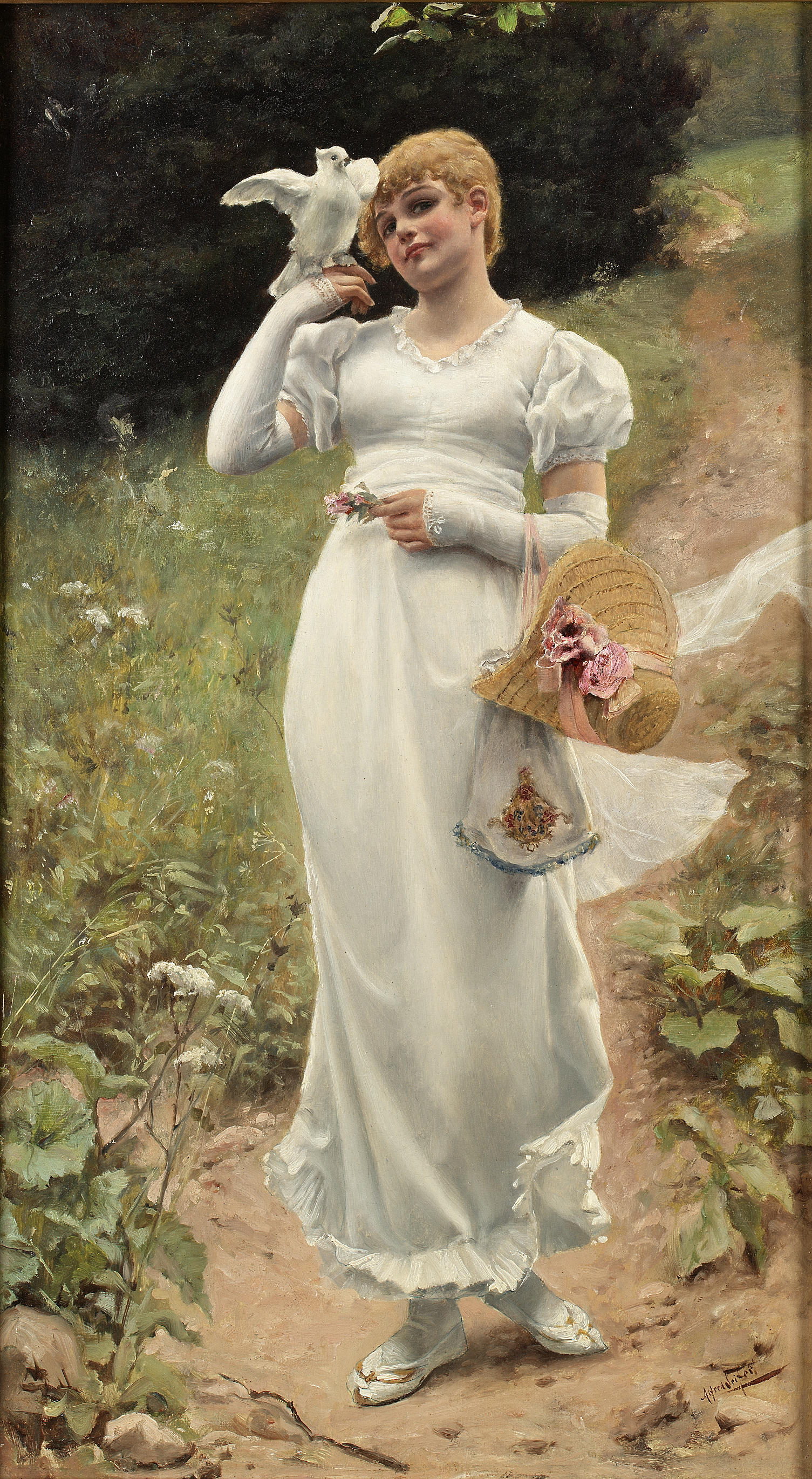
Alfred Seifert - promenáda
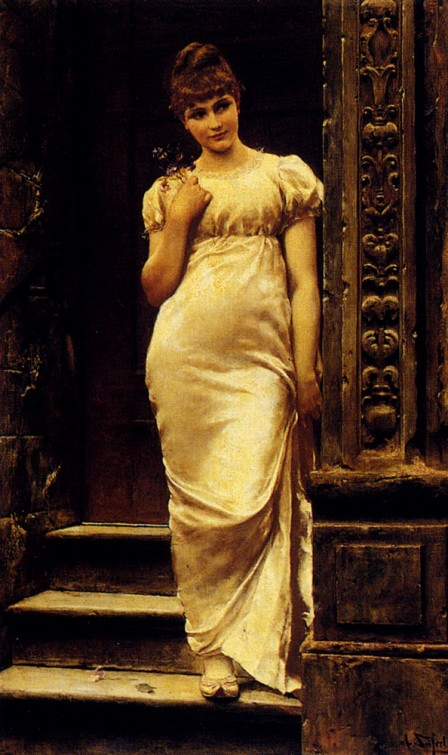
Alfred Seifert - kráska u dveří
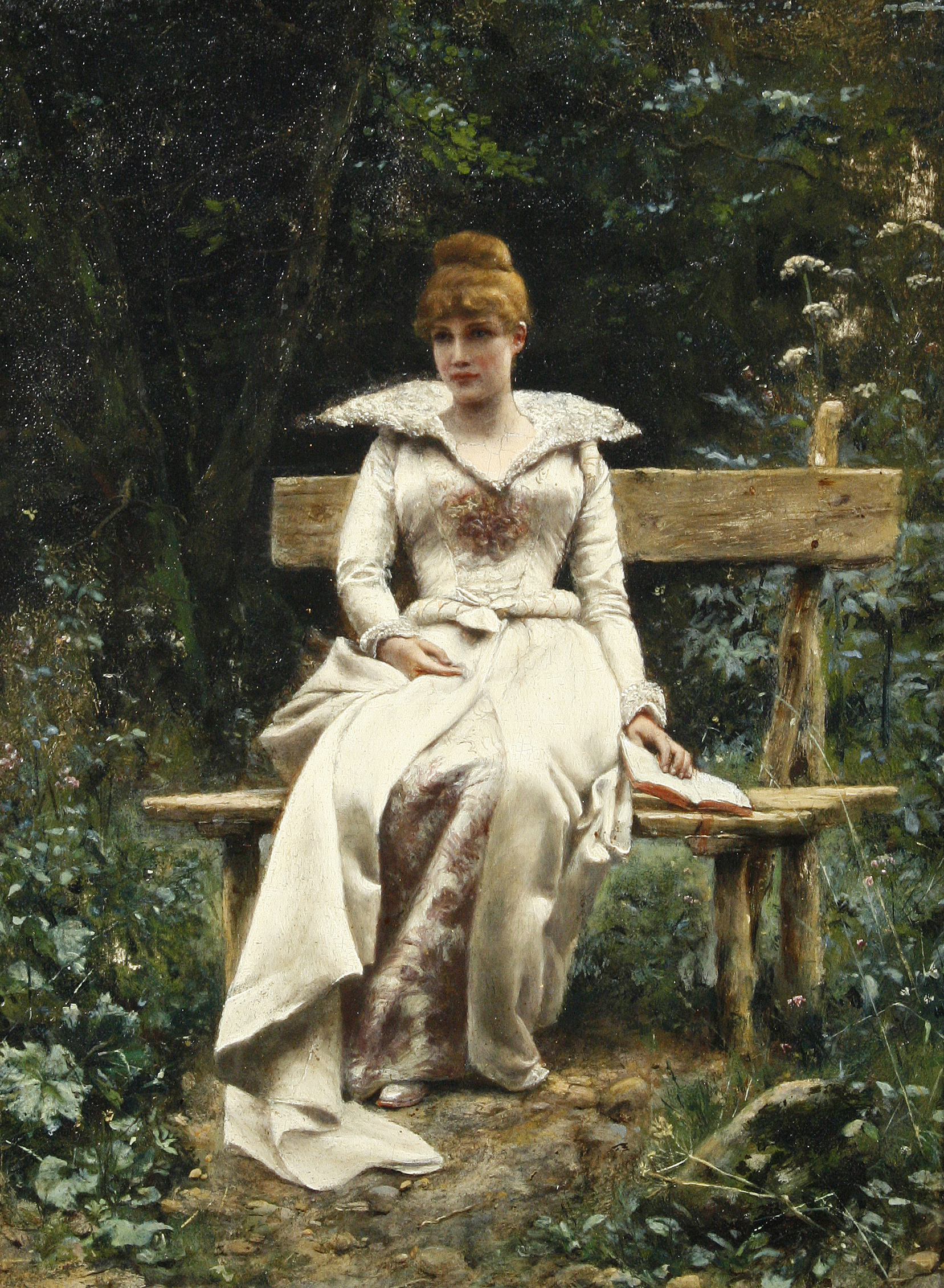
Alfred Seifert – snění (kolem 1910)
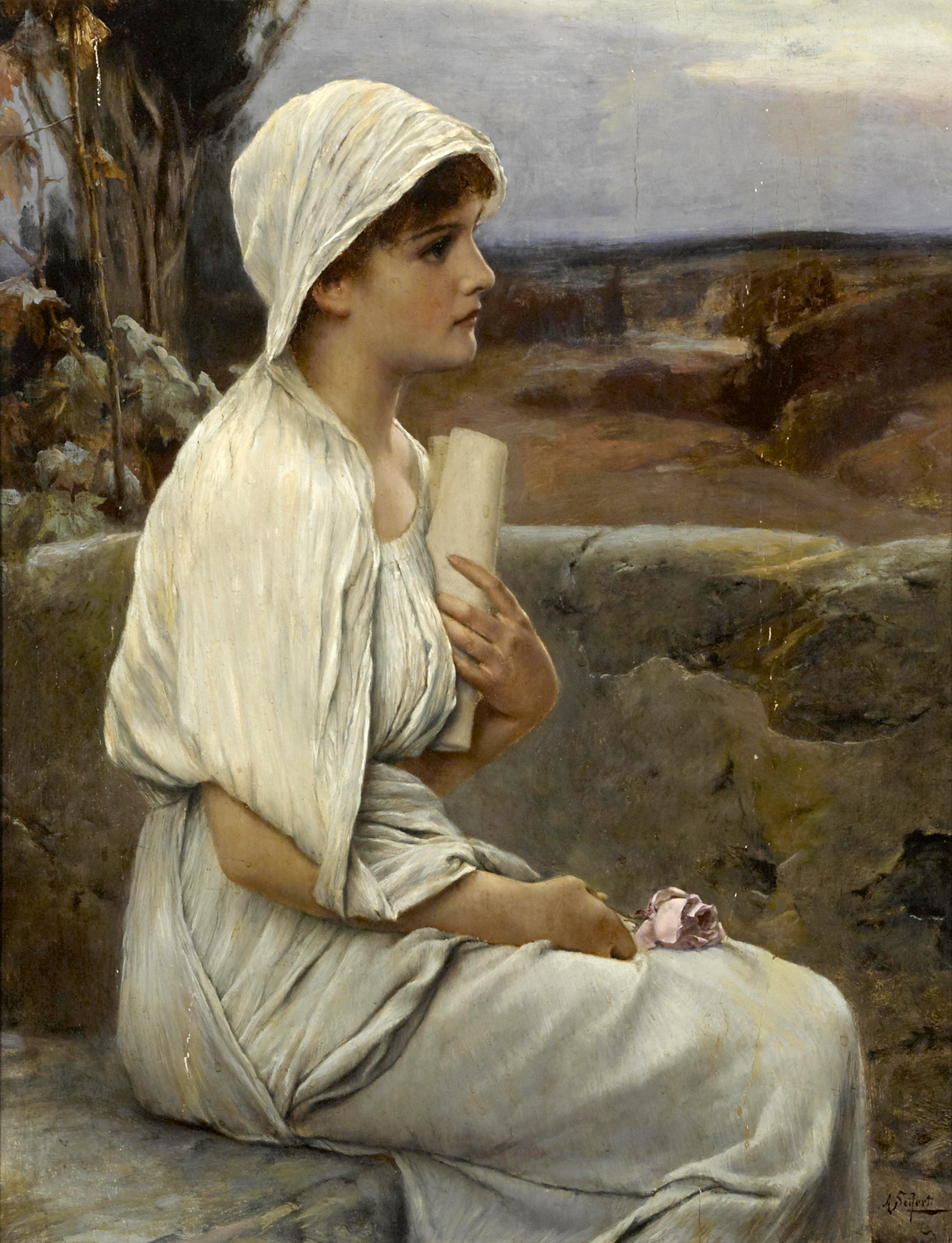
Alfred Seifert - Hypatie (kolem 1901)
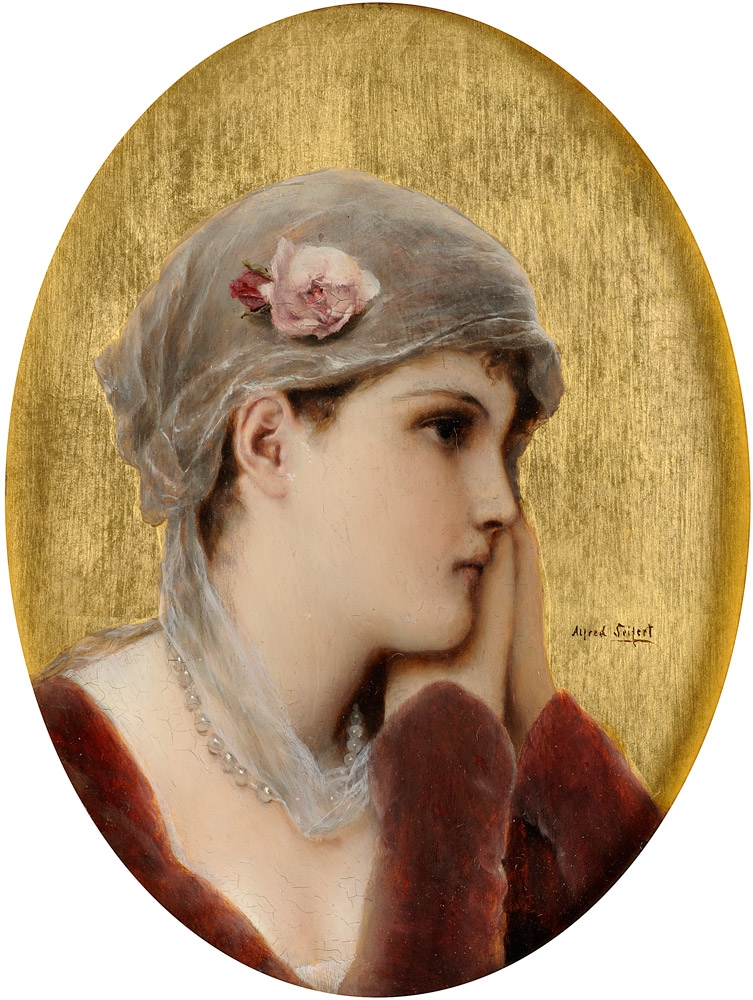
Alfred Seifert - zamyšlená (kolem 1901)